# Palais Czernin (Prag)

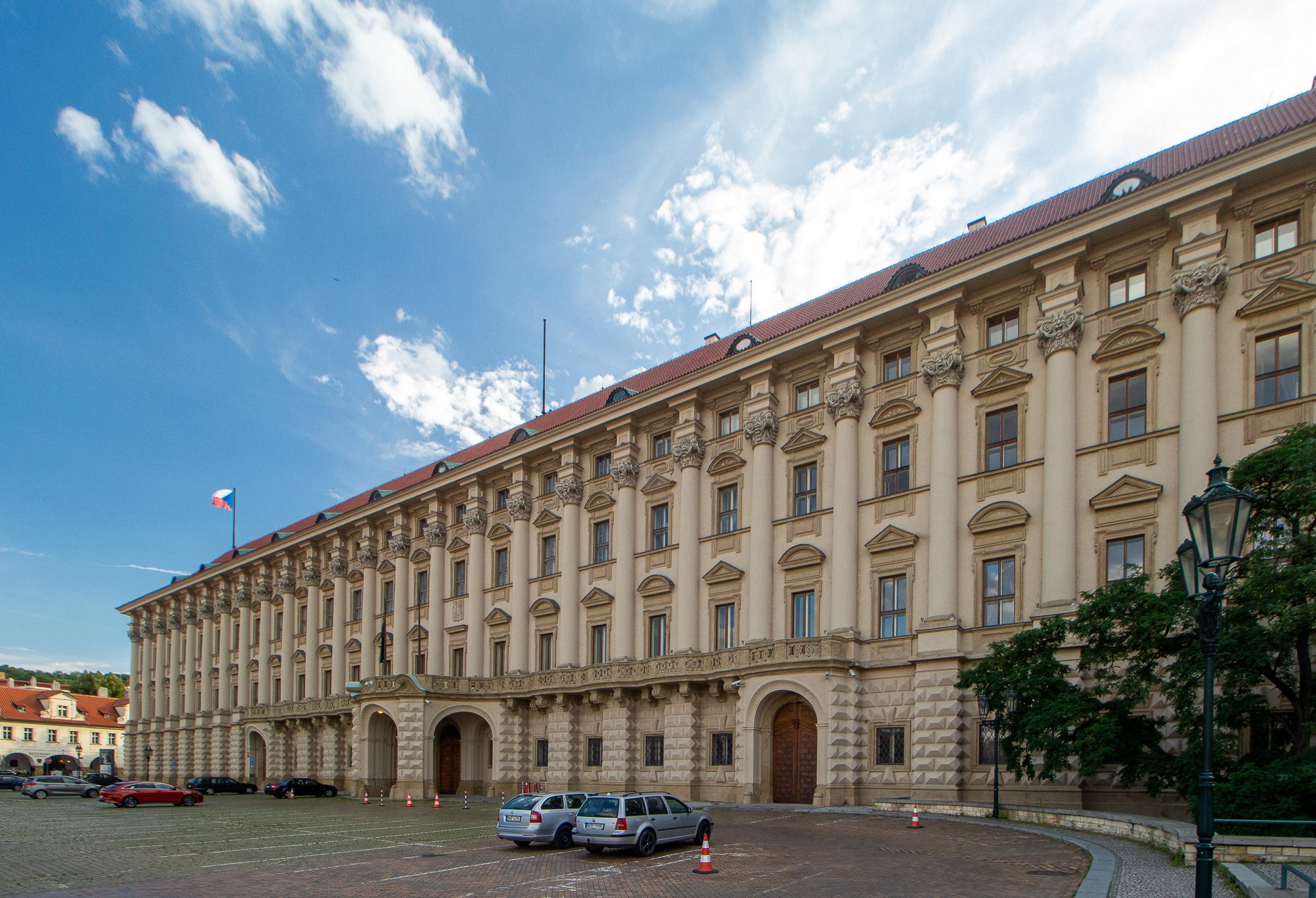
Palais Czernin – Außenministerium der Tschechischen Republik

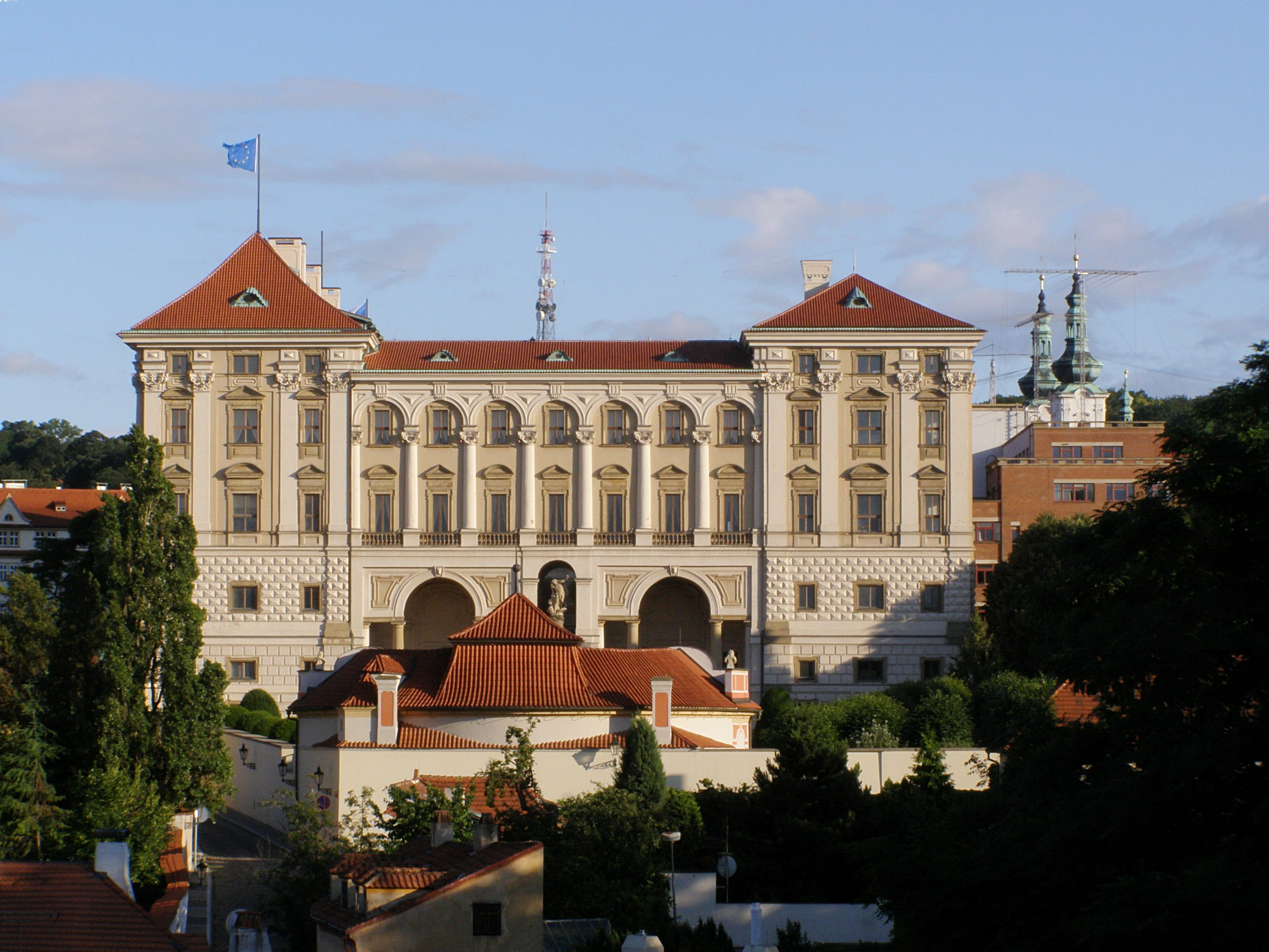
Palais Czernin von Norden

Das Palais Czernin (Černínský palác) in Prag ist ein Palais am Hradschin gegenüber dem Prager Loreto. Es handelt sich um eines der größten Barockgebäude Prags.

## Geschichte
Der Bau, der von Graf Humprecht Johann Czernin von Chudenitz im Jahr 1669 begonnen wurde, befindet sich am Rand des Hradschins auf dem Loretánské náměstí (Loretoplatz). Als Architekt gilt Francesco Caratti. Die Ausführung übernahmen die Baumeister Jan de Capauli und Abraham Leuthner. 1673 wurde der Bau beschleunigt, nachdem Kaiser Leopold I. einen Besuch angesagt hatte. Der Graf wurde allerdings dadurch fast in den finanziellen Ruin getrieben.
Der Innenausbau wurde erst in den Jahren 1717–1723 nach den Plänen von Franz Maximilian Kaňka beendet, dank dessen er sein hochbarockes Aussehen erhielt.
Das Palais wurde kaum bewohnt, da sich das gesellschaftliche Leben um den Kaiserhof vor allem in Wien ereignete, wo die Familie im Wiener Czernin Palais residierte. Bei Kriegshandlungen wurde das Prager Palais mehrmals beschädigt und von den Franzosen geplündert. Kaiser Joseph II. lehnte den angebotenen Ankauf ab.
Finanziell erschöpft boten die Czernins das Palais anderen Nutzern an. 1779 wurde ein Militärhospital eingerichtet. Graf Johann Rudolf vermietete einen Teil des Palais der Gesellschaft patriotischer Freunde der Kunst (Společnost vlasteneckých přátel umění), die hier Kunstausstellungen und Auktionen veranstaltete, woraus sich die spätere Nationalgalerie Prag entwickelte. Der Graf reservierte für sich lediglich Räume im zweiten Stock. Die Familienarchive wurden im Erdgeschoss gelagert und das Verwaltungsamt der czerninischen Domänen mit Schreibstube wurden im linken Flügel untergebracht. Die Miete deckte jedoch nicht einmal die Kosten für die einfachste Unterhaltung des Baus, so dass sich Johann Rudolf entschloss, den Bau an die Armee zu verkaufen.
Ab 1851 diente es unter Kaiser Franz Joseph I. dem Heer als Kaserne und wurde rücksichtslos umgebaut. Später fungierte das Palais auch teilweise als Waisenhaus.
Im Auftrag des Präsidenten Masaryk modernisierte der Architekt Pavel Janák ab 1928 das Gebäude so, dass es zum Sitz eines modernen Außenministerium der Tschechoslowakei werden konnte, ohne dass der historische Charakter des Gebäudes darunter litt, indem er bei der Restaurierung auf die Originalpläne zurückgriff und den ursprünglichen Bau von Francesco Caratti von späteren Umbauten säubern ließ.
Während der deutschen Besetzung residierte hier der Reichsprotektor Konstantin von Neurath und später der stellvertretende Reichsprotektor Reinhard Heydrich sowie der Staatssekretär des Protektorats Karl Hermann Frank.
Nach dem Zweiten Weltkrieg diente das Palais wieder als Außenministerium und wurde im März 1948 Schauplatz des „dritten Prager Fenstersturzes“, dem der nichtkommunistische Außenminister Jan Masaryk nach dem Februarumsturz 1948 zum Opfer fiel.
In dem von Janák umgestalteten Prachtsaal des Palais fand der Warschauer Pakt 1991 sein Ende. Auf einem Ministertreffen in Prag unter Vorsitz des tschechoslowakischen Präsidenten Václav Havel wurde am 1. Juli ein Abkommen unterzeichnet, das die Existenz der politischen Organe des Warschauer Paktes für beendet erklärte.
Heute befindet sich im Palais Czernin das Außenministerium der Tschechischen Republik.

## Bau
Der Bauplatz, den Czernin 1666 erwarb, wies beträchtliche Nachteile auf, wie z. B. die irreguläre Form von 60 × 250 Meter und ein Gefälle von 8,5 Metern. Der Palast ist auf diesem länglichen Grundstück erbaut und besteht aus vier Flügeln, wobei der Innenhof durch einen Quertrakt zweigeteilt wird. Der Nord- und der Ostflügel sind drei Stockwerke hoch, die anderen Flügel sind nur einstöckig.
Die Schaufassaden des Palastes sind im Osten – zum Loretoplatz hin – und im Norden die Gartenfassade. Die Hoffassaden werden vor allem durch die Arkaden ausgezeichnet und sie werden lediglich durch ein System von Blenden gegliedert.
Die Front des Palais misst 150 m und wird durch 30 Säulen gegliedert.
Der aus Bissone bei Como stammende Architekt Caratti gliederte die 150 m lange Fassade durch eine regelmäßige Abfolge von korinthisierenden Halbsäulen, die sich in kolossaler Ordnung über hohen Sockeln aus Diamantquadern erheben. Die hohe Plastizität dieser Gliederung wirkt mit ihren effektvollen Licht-Schatten-Kontrasten dem Eindruck monotoner Reihung entgegen. Diese monumentale Fassadengestaltung zeigt den Einfluss des englischen und französischen Palladianismus und ist vergleichbar mit der gleichzeitig entstandenen Ostfassade des Louvre.
Nach dem Tod Carattis führten Giovanni Battista Maderna (1677–92) und Domenico Rossi (1692–97) die Bauaufsicht unter dem 1682 nachfolgenden Bauherrn Hermann Jakob Czernin von Chudenitz weiter. Während der französischen Okkupation Prags erlitt der Bau schwere Schäden, die 1744–49 von Anselmo Martino Lurago behoben wurden. In diesem Zusammenhang entstanden auch die drei neuen Portale der Hauptfassade und der diese überfangende, in der Mitte dynamisch ausschwingende Balkon. Zur Gartenseite fügte er optisch wirkungsvoll einen Durchgang mit einer Herkulesstatue des Bildhauers Ignaz Franz Platzer an.
Die Innenräume wurden durch Franz Maximilian Kaňka um 1720 fertig gestellt. Ihm ist das optisch beeindruckende Treppenhaus zu verdanken, vor dem eine gewaltige Statuengruppe des Bildhauers Matthias Bernhard Braun steht. Die Kuppel über dem Treppenhaus ist mit dem Deckengemälde „Der Fall des Titan“ des Malers Wenzel Lorenz Reiner ausgeschmückt.

## Černín Garten
Zum Palast gehört auch ein großer italienischer Garten (Černínská zahrada), den Hermann Jakob Czernin von Chudenitz 1693 anlegen ließ.

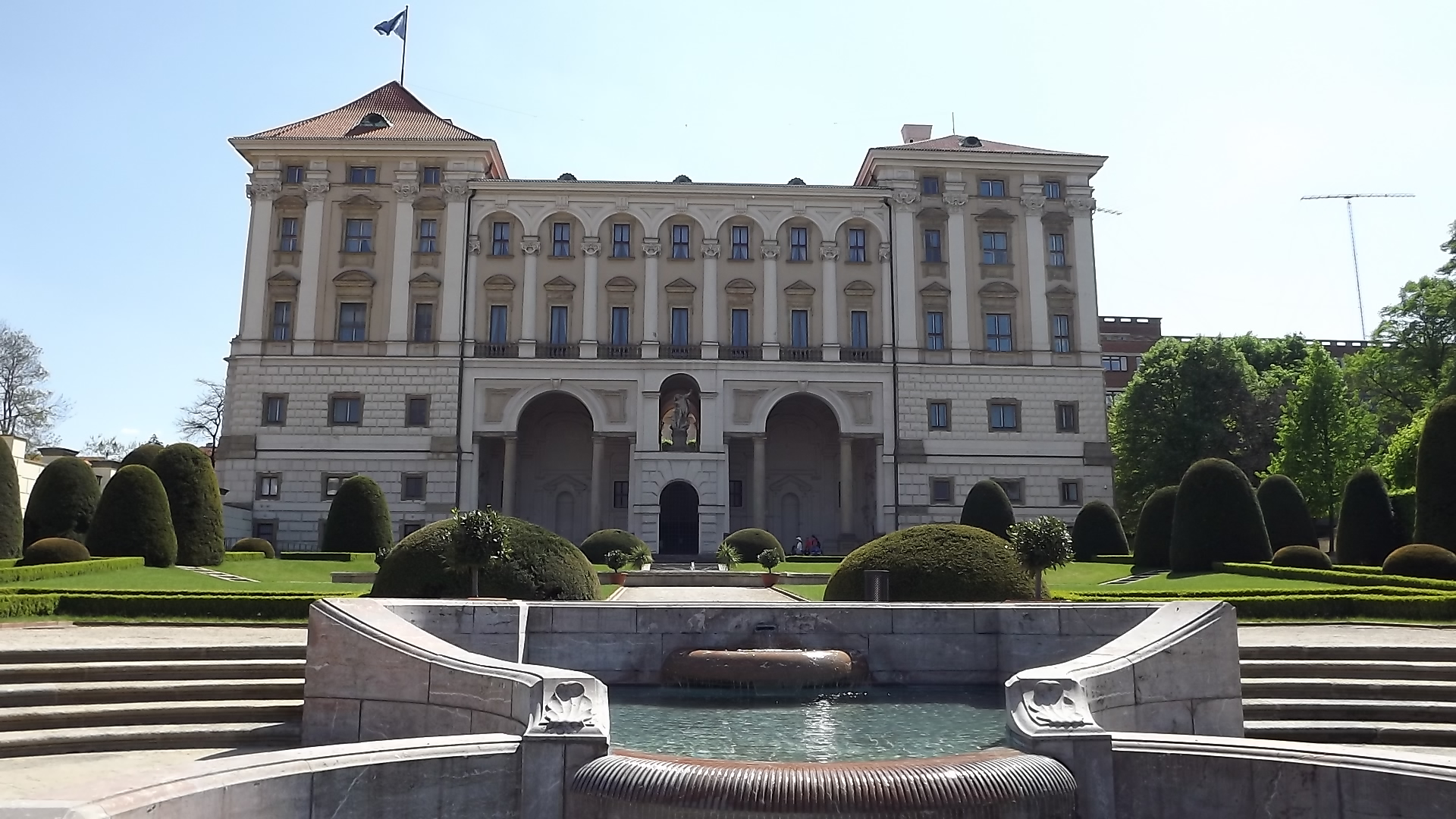
Gartenfassade
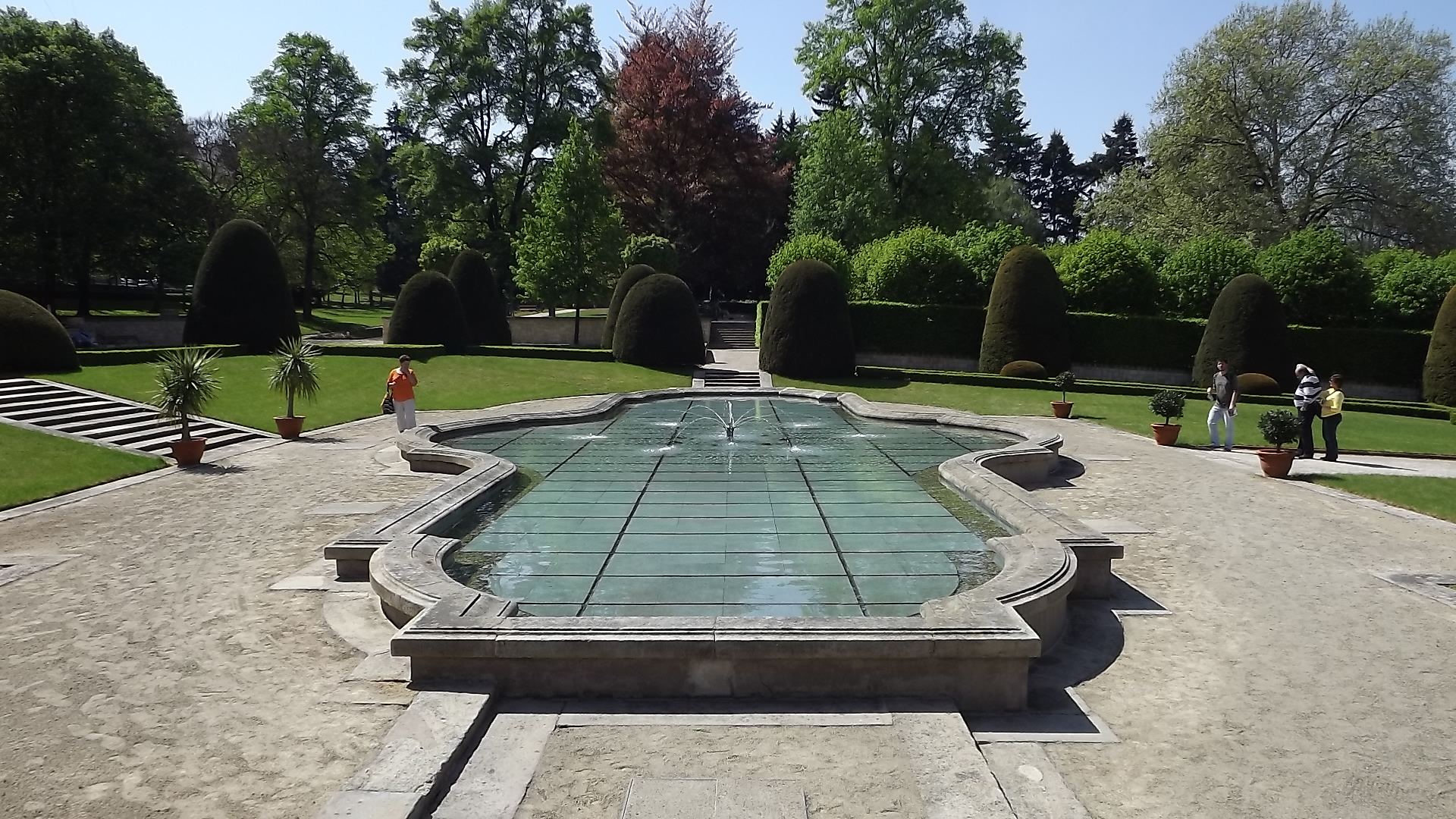
Fontänenbrunnen
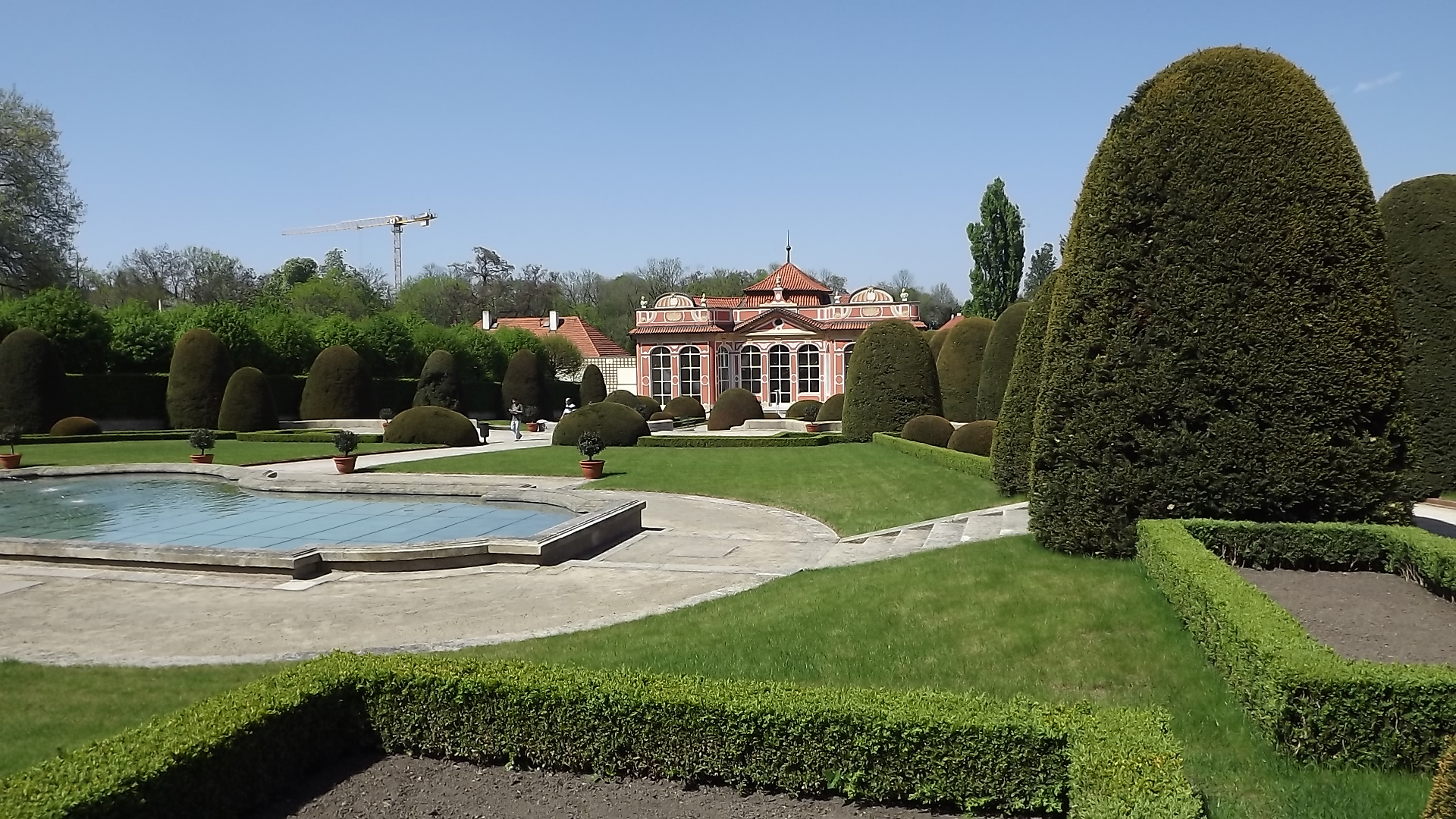
Garten mit Lustschlösschen